# Jamaran
Ne doit pas être confondu avec Jamaran (frégate).
Jamaran est un ancien village, aujourd'hui un des quartiers de la partie nord de Téhéran (Shemiran). Borné au nord par des montagnes peu franchissables, Jamaran est réputé pour sa sécurité et son air salubre, et alimenté en eau par des sources. Il a une population de 1 250 000 personnes[réf. nécessaire].
L'imam Rouhollah Khomeini y établit sa résidence (en) en 1980, près d'un lieu de culte chiite (hosseiniyeh). Le quartier est alors étroitement surveillé par les pasdaran qui établissent 7 portails métalliques à ses issues. Jusqu'à sa mort en 1989, l'imam y reçoit de nombreuses délégations. 
Le 30 janvier 1986, lors de la troisième « Conférence de la pensée islamique », dite « réunion de Jamaran », des chefs religieux iraniens et libanais y rédigent un projet de constitution islamique pour le Liban, imitée de la constitution iranienne.
La première frégate de fabrication nationale de la Marine iranienne, appelée destroyer par les Iraniens, lancée le 18 février 2010, reçoit le nom de Jamaran,. En février 2011, les autorités iraniennes annoncent leur intention de l'envoyer en mission en mer Rouge et Méditerranée par le canal de Suez, provoquant les protestations d'Israël.
Une seconde frégate (ou destroyer) est lancée par l'Iran sur la mer Caspienne le 17 mars 2013 sous le nom de Jamaran-2 ou Damavand. Le président Mahmoud Ahmadinejad annonce qu'elle est destinée à « renforcer la paix et l'amitié dans la région ».

Images de Jamaran
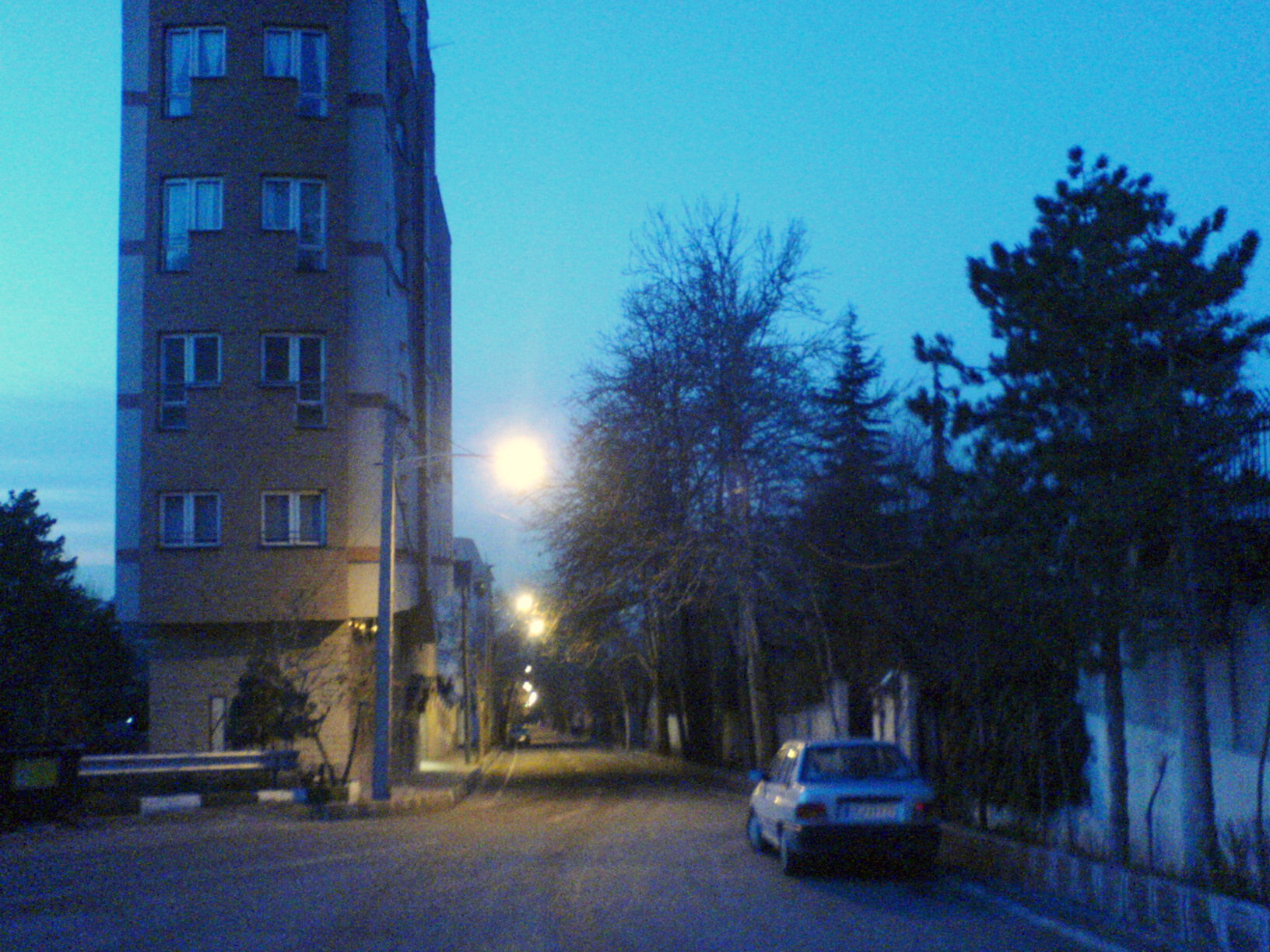
Jamaran au petit matin, 2011.
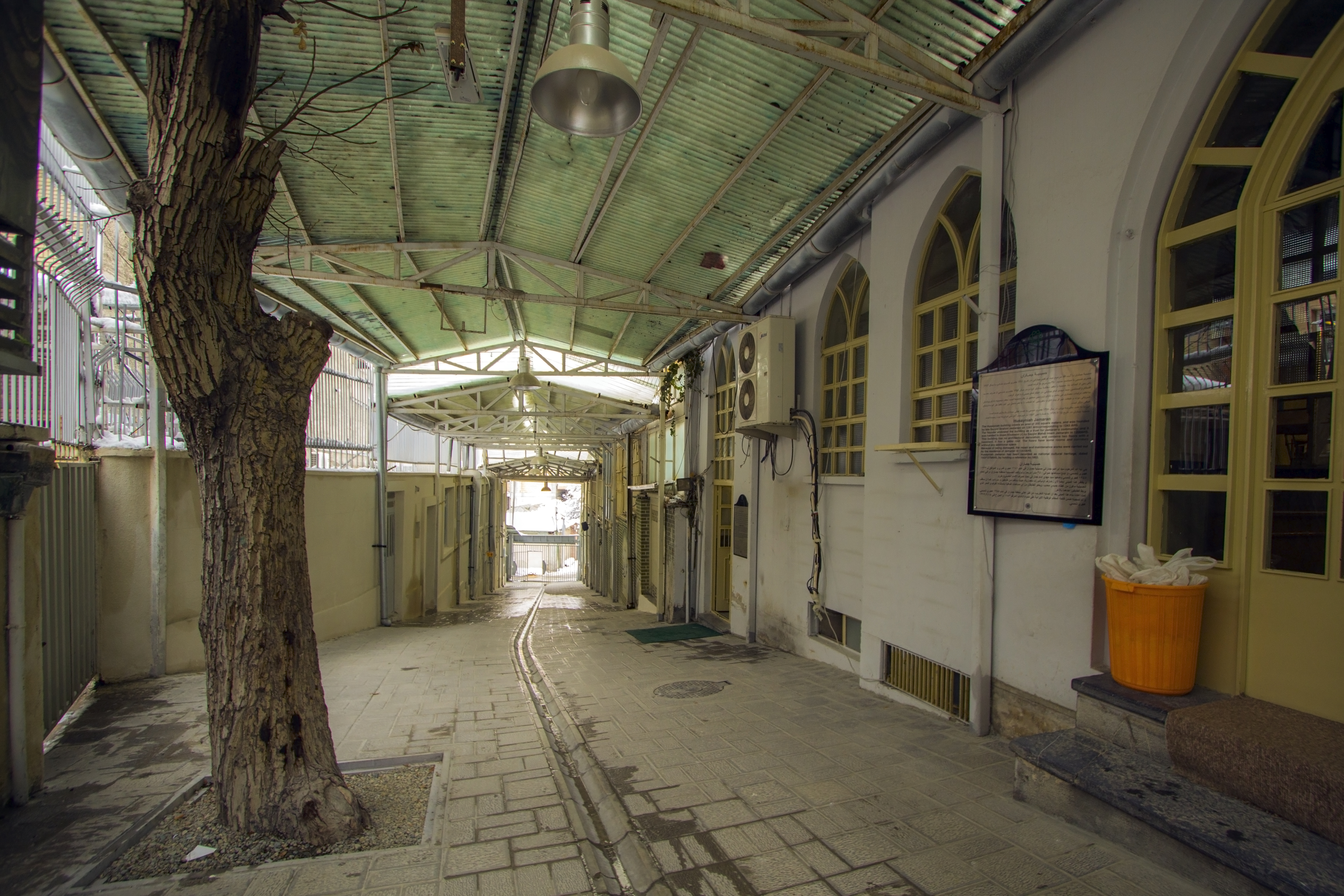
La hosseiniyeh de Jamaran, 2016.
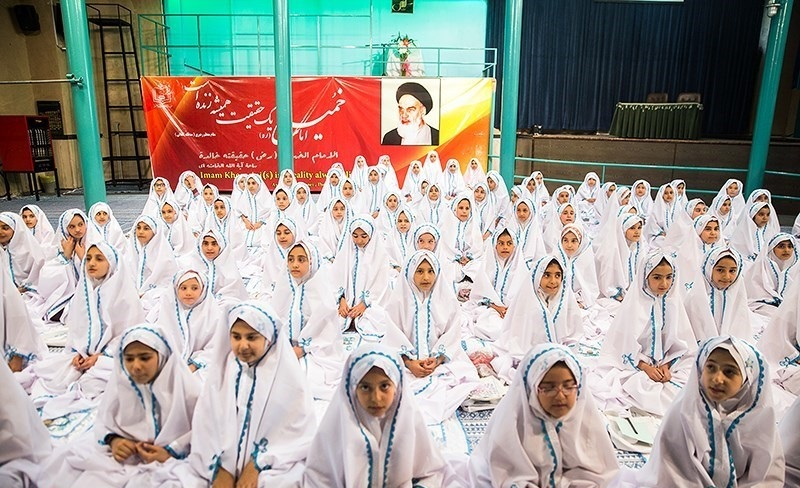
Visite scolaire de la maison de Rouhollah Khomeini, 2016.